# Tour de Belgique 2016
La 86e édition du Tour de Belgique a lieu du 25 au 29 mai 2016. La course fait partie du calendrier UCI Europe Tour 2016 en catégorie 2.HC.

## Présentation

### Équipes
Classé en catégorie 2.HC de l'UCI Europe Tour, le Tour de Belgique est par conséquent ouvert aux WorldTeams dans la limite de 70 % des équipes participantes, aux équipes continentales professionnelles, aux équipes continentales belges, aux équipes continentales étrangères dans la limite de deux, et à une équipe nationale belge.
Vingt-deux équipes participent à ce Tour de Belgique - huit WorldTeams, huit équipes continentales professionnelles et six équipes continentales :
| UCI WorldTeams   | UCI WorldTeams | UCI WorldTeams |
| Nom de l'équipe  | Pays           | Code           |
| ---------------- | -------------- | -------------- |
| Astana           | Kazakhstan     | AST            |
| Cannondale       | États-Unis     | CPT            |
| Etixx-Quick Step | Belgique       | EQS            |
| Giant-Alpecin    | Allemagne      | TGA            |
| IAM              | Suisse         | IAM            |
| Katusha          | Russie         | KAT            |
| Lotto-Soudal     | Belgique       | LTS            |
| Trek-Segafredo   | États-Unis     | TFS            |

| Équipes continentales professionnelles | Équipes continentales professionnelles | Équipes continentales professionnelles |
| Nom de l'équipe                        | Pays                                   | Code                                   |
| -------------------------------------- | -------------------------------------- | -------------------------------------- |
| Androni Giocattoli-Sidermec            | Italie                                 | AND                                    |
| Bora-Argon 18                          | Allemagne                              | BOA                                    |
| Cofidis                                | France                                 | COF                                    |
| Direct Énergie                         | France                                 | DEN                                    |
| Fortuneo-Vital Concept                 | France                                 | FVC                                    |
| Roompot-Oranje Peloton                 | Pays-Bas                               | ROP                                    |
| Topsport Vlaanderen-Baloise            | Belgique                               | TSV                                    |
| Wanty-Groupe Gobert                    | Belgique                               | WGG                                    |

| Équipes continentales            | Équipes continentales | Équipes continentales |
| Nom de l'équipe                  | Pays                  | Code                  |
| -------------------------------- | --------------------- | --------------------- |
| 3M                               | Belgique              | MMM                   |
| Cibel-Cebon                      | Belgique              | CIB                   |
| Crelan-Vastgoedservice           | Belgique              | CRV                   |
| Telenet-Fidea                    | Belgique              | TFC                   |
| Verandas Willems                 | Belgique              | VWT                   |
| Wallonie Bruxelles-Group Protect | Belgique              | WBC                   |

### Règlement de la course

#### Primes
Les vingt prix sont attribués suivant le barème de l'UCI,. Le total général des prix distribués est de 30 278 €.
| Position           | 1er     | 2e      | 3e      | 4e    | 5e    | 6e    | 7e    | 8e    | 9e    | 10e à 20e |
| Classement général | 6 040 € | 3 040 € | 1 510 € | 757 € | 606 € | 455 € | 455 € | 302 € | 302 € | 152 €     |
| Par étape          | 3 615 € | 1 805 € | 905 €   | 455 € | 365 € | 269 € | 269 € | 180 € | 180 € | 92 €      |
| Par demi-étape     | 2 425 € | 1 235 € | 605 €   | 302 € | 241 € | 186 € | 186 € | 122 € | 122 € | 60 €      |

## Étapes
| Étape     | Date   | Villes étapes             |                             | Distance (km) | Vainqueur d’étape | Leader du classement général |
| --------- | ------ | ------------------------- | --------------------------- | ------------- | ----------------- | ---------------------------- |
| 1re étape | 25 mai | Beveren - Beveren         | Contre-la-montre individuel | 6             | Wout van Aert     | Wout van Aert                |
| 2e étape  | 26 mai | Buggenhout - Knokke-Heist | Étape de plaine             | 177,3         | Edward Theuns     | Wout van Aert                |
| 3e étape  | 27 mai | Knokke-Heist - Herzele    | Étape de plaine             | 200,4         | Dries Devenyns    | Dries Devenyns               |
| 4e étape  | 28 mai | Verviers - Verviers       | Étape vallonnée             | 206,9         | Étape annulée     | Dries Devenyns               |
| 5e étape  | 29 mai | Tremelo - Tongres         | Étape de plaine             | 174,2         | Zico Waeytens     | Dries Devenyns               |

## Déroulement de la course

### 1reétape
| Classement de l'étape | Classement de l'étape | Classement de l'étape | Classement de l'étape  | Classement de l'étape |
|                       | Coureur               | Pays                  | Équipe                 | Temps                 |
| --------------------- | --------------------- | --------------------- | ---------------------- | --------------------- |
| 1er                   | Wout van Aert         | Belgique              | Crelan-Vastgoedservice | en 6 min 52 s         |
| 2e                    | Tony Martin           | Allemagne             | Etixx-Quick Step       | + 2 s                 |
| 3e                    | Reto Hollenstein      | Suisse                | IAM                    | + 4 s                 |
| 4e                    | Niki Terpstra         | Pays-Bas              | Etixx-Quick Step       | + 4 s                 |
| 5e                    | Yves Lampaert         | Belgique              | Etixx-Quick Step       | + 5 s                 |
| modifier              |                       |                       |                        |                       |

| Classement général | Classement général | Classement général | Classement général     | Classement général |
|                    | Coureur            | Pays               | Équipe                 | Temps              |
| ------------------ | ------------------ | ------------------ | ---------------------- | ------------------ |
| 1er                | Wout van Aert      | Belgique           | Crelan-Vastgoedservice | en 6 min 52 s      |
| 2e                 | Tony Martin        | Allemagne          | Etixx-Quick Step       | + 2 s              |
| 3e                 | Reto Hollenstein   | Suisse             | IAM                    | + 4 s              |
| 4e                 | Niki Terpstra      | Pays-Bas           | Etixx-Quick Step       | + 4 s              |
| 5e                 | Yves Lampaert      | Belgique           | Etixx-Quick Step       | + 5 s              |
| modifier           |                    |                    |                        |                    |

### 2eétape
| Classement de l'étape | Classement de l'étape | Classement de l'étape | Classement de l'étape            | Classement de l'étape |
|                       | Coureur               | Pays                  | Équipe                           | Temps                 |
| --------------------- | --------------------- | --------------------- | -------------------------------- | --------------------- |
| 1er                   | Edward Theuns         | Belgique              | Trek-Segafredo                   | en 4 h 14 min 3 s     |
| 2e                    | Daniel McLay          | Royaume-Uni           | Fortuneo-Vital Concept           | m.t                   |
| 3e                    | Kenny Dehaes          | Belgique              | Wanty-Groupe Gobert              | m.t                   |
| 4e                    | Baptiste Planckaert   | Belgique              | Wallonie Bruxelles-Group Protect | m.t                   |
| 5e                    | Timothy Dupont        | Belgique              | Verandas Willems                 | m.t                   |
| modifier              |                       |                       |                                  |                       |

| Classement général | Classement général | Classement général | Classement général     | Classement général |
|                    | Coureur            | Pays               | Équipe                 | Temps              |
| ------------------ | ------------------ | ------------------ | ---------------------- | ------------------ |
| 1er                | Wout van Aert      | Belgique           | Crelan-Vastgoedservice | en 4 h 20 min 55 s |
| 2e                 | Tony Martin        | Allemagne          | Etixx-Quick Step       | + 2 s              |
| 3e                 | Yves Lampaert      | Belgique           | Etixx-Quick Step       | + 4 s              |
| 4e                 | Reto Hollenstein   | Suisse             | IAM                    | + 4 s              |
| 5e                 | Niki Terpstra      | Pays-Bas           | Etixx-Quick Step       | +                  |
| modifier           |                    |                    |                        |                    |

### 3eétape
| Classement de l'étape | Classement de l'étape | Classement de l'étape | Classement de l'étape            | Classement de l'étape |
|                       | Coureur               | Pays                  | Équipe                           | Temps                 |
| --------------------- | --------------------- | --------------------- | -------------------------------- | --------------------- |
| 1er                   | Dries Devenyns        | Belgique              | IAM                              | en 4 h 32 min 26 s    |
| 2e                    | Baptiste Planckaert   | Belgique              | Wallonie Bruxelles-Group Protect | + 1 s                 |
| 3e                    | Stijn Vandenbergh     | Belgique              | Etixx-Quick Step                 | + 1 s                 |
| 4e                    | Tiesj Benoot          | Belgique              | Lotto-Soudal                     | + 1 s                 |
| 5e                    | Pieter Vanspeybrouck  | Belgique              | Topsport Vlaanderen-Baloise      | + 1 s                 |
| modifier              |                       |                       |                                  |                       |

| Classement général | Classement général  | Classement général | Classement général               | Classement général |
|                    | Coureur             | Pays               | Équipe                           | Temps              |
| ------------------ | ------------------- | ------------------ | -------------------------------- | ------------------ |
| 1er                | Dries Devenyns      | Belgique           | IAM                              | en 8 h 53 min 22 s |
| 2e                 | Reto Hollenstein    | Suisse             | IAM                              | + 4 s              |
| 3e                 | Stijn Vandenbergh   | Belgique           | Etixx-Quick Step                 | + 7 s              |
| 4e                 | Sergey Chernetskiy  | Russie             | Katusha                          | + 16 s             |
| 5e                 | Baptiste Planckaert | Belgique           | Wallonie Bruxelles-Group Protect | + 18 s             |
| modifier           |                     |                    |                                  |                    |

### 4eétape
L'étape est neutralisée à la suite d'une chute dans le peloton après une collision avec une moto. 17 coureurs sont blessés dont Stig Broeckx qui souffre de deux hémorragies cérébrales et est placé dans le coma. Son équipe Lotto-Soudal décide de se retirer de la course.

### 5eétape
| Classement de l'étape | Classement de l'étape | Classement de l'étape | Classement de l'étape            | Classement de l'étape |
|                       | Coureur               | Pays                  | Équipe                           | Temps                 |
| --------------------- | --------------------- | --------------------- | -------------------------------- | --------------------- |
| 1er                   | Zico Waeytens         | Belgique              | Giant-Alpecin                    | en 3 h 34 min 8 s     |
| 2e                    | Daniel McLay          | Royaume-Uni           | Fortuneo-Vital Concept           | m.t                   |
| 3e                    | Timothy Dupont        | Belgique              | Verandas Willems                 | m.t                   |
| 4e                    | Baptiste Planckaert   | Belgique              | Wallonie Bruxelles-Group Protect | m.t                   |
| 5e                    | Shane Archbold        | Nouvelle-Zélande      | Bora-Argon 18                    | m.t                   |
| modifier              |                       |                       |                                  |                       |

## Classements finals

### Classement général final
| Classement général | Classement général   | Classement général | Classement général               | Classement général  |
|                    | Coureur              | Pays               | Équipe                           | Temps               |
| ------------------ | -------------------- | ------------------ | -------------------------------- | ------------------- |
| 1er                | Dries Devenyns       | Belgique           | IAM                              | en 12 h 27 min 30 s |
| 2e                 | Reto Hollenstein     | Suisse             | IAM                              | + 4 s               |
| 3e                 | Stijn Vandenbergh    | Belgique           | Etixx-Quick Step                 | + 4 s               |
| 4e                 | Sergey Chernetskiy   | Russie             | Katusha                          | + 16 s              |
| 5e                 | Baptiste Planckaert  | Belgique           | Wallonie Bruxelles-Group Protect | + 18 s              |
| 6e                 | Enrico Gasparotto    | Italie             | Wanty-Groupe Gobert              | + 20 s              |
| 7e                 | Pieter Vanspeybrouck | Belgique           | Topsport Vlaanderen-Baloise      | + 23 s              |
| 8e                 | Wout van Aert        | Belgique           | Crelan-Vastgoedservice           | + 39 s              |
| 9e                 | Yves Lampaert        | Belgique           | Etixx-Quick Step                 | + 43 s              |
| 10e                | Niki Terpstra        | Pays-Bas           | Etixx-Quick Step                 | + 43 s              |
| modifier           |                      |                    |                                  |                     |

### Classements annexes
| Classement par points | Classement par points | Classement par points | Classement par points            | Classement par points |
| --------------------- | --------------------- | --------------------- | -------------------------------- | --------------------- |
|                       | Coureur               | Pays                  | Équipe                           | Point(s)              |
| 1er                   | Baptiste Planckaert   | Belgique              | Wallonie Bruxelles-Group Protect | 63 points             |
| 2e                    | Daniel McLay          | Royaume-Uni           | Fortuneo-Vital Concept           | 50 pts                |
| 3e                    | Edward Theuns         | Belgique              | Trek-Segafredo                   | 40 pts                |
| modifier              |                       |                       |                                  |                       |

| Classement de la combativité | Classement de la combativité | Classement de la combativité | Classement de la combativité | Classement de la combativité |
| ---------------------------- | ---------------------------- | ---------------------------- | ---------------------------- | ---------------------------- |
|                              | Coureur                      | Pays                         | Équipe                       | Point(s)                     |
| 1er                          | Amaury Capiot                | Belgique                     | Topsport Vlaanderen-Baloise  | 48 points                    |
| 2e                           | Brian van Goethem            | Pays-Bas                     | Roompot-Oranje Peloton       | 21 pts                       |
| 3e                           | Lawrence Naesen              | Belgique                     | Cibel-Cebon                  | 18 pts                       |
| modifier                     |                              |                              |                              |                              |

| \| Classement par équipes \| Classement par équipes \| Classement par équipes \| Classement par équipes \| \| \| Équipe \| Pays \| Temps \| \| ---------------------- \| ---------------------- \| ---------------------- \| ---------------------- \| \| modifier \| \| \| \| |        |      |       |
| Classement par équipes |        |      |       |
| | Équipe | Pays | Temps |
| modifier |        |      |       |

### UCI Europe Tour
Ce Tour de Belgique attribue des points pour l'UCI Europe Tour 2016, par équipes seulement aux coureurs des équipes continentales professionnelles et continentales, individuellement à tous les coureurs sauf ceux faisant partie d'une équipe ayant un label WorldTeam.
| Position           | 1er | 2e  | 3e  | 4e  | 5e | 6e | 7e | 8e | 9e | 10e | 11e | 12e | 13e | 14e | 15e | 16e à 30e | 31e à 40e |
| Classement général | 200 | 150 | 125 | 100 | 85 | 70 | 60 | 50 | 40 | 35  | 30  | 25  | 20  | 15  | 10  | 5         | 3         |
| Par étape          | 20  | 10  | 5   |     |    |    |    |    |    |     |     |     |     |     |     |           |           |
| Leader, par étape  | 5   |     |     |     |    |    |    |    |    |     |     |     |     |     |     |           |           |

| Cycliste | Équipe | Général | Étape | Leader | Total |
| -------- | ------ | ------- | ----- | ------ | ----- |

## Évolution des classements
| Étape              | Vainqueur          | Classement général | Classement par points | Classement de la combativité | Classement par équipes |
| ------------------ | ------------------ | ------------------ | --------------------- | ---------------------------- | ---------------------- |
| 1                  | Wout van Aert      | Wout van Aert      | Wout van Aert         | Non décerné                  | Etixx-Quick Step       |
| 2                  | Edward Theuns      | Wout van Aert      | Edward Theuns         | Ludwig De Winter             | Etixx-Quick Step       |
| 3                  | Dries Devenyns     | Dries Devenyns     | Baptiste Planckaert   | Amaury Capiot                | IAM                    |
| 4                  | Annulé             | Dries Devenyns     | Baptiste Planckaert   | Amaury Capiot                | IAM                    |
| 5                  | Zico Waeytens      | Dries Devenyns     | Baptiste Planckaert   | Amaury Capiot                | IAM                    |
| Classements finals | Classements finals | Dries Devenyns     | Baptiste Planckaert   | Amaury Capiot                | IAM                    |